# Sericia itynx
Sericia itynx är en fjärilsart som beskrevs av Fabricius 1787. Sericia itynx ingår i släktet Sericia och familjen nattflyn. Inga underarter finns listade i Catalogue of Life.